# 神農原站

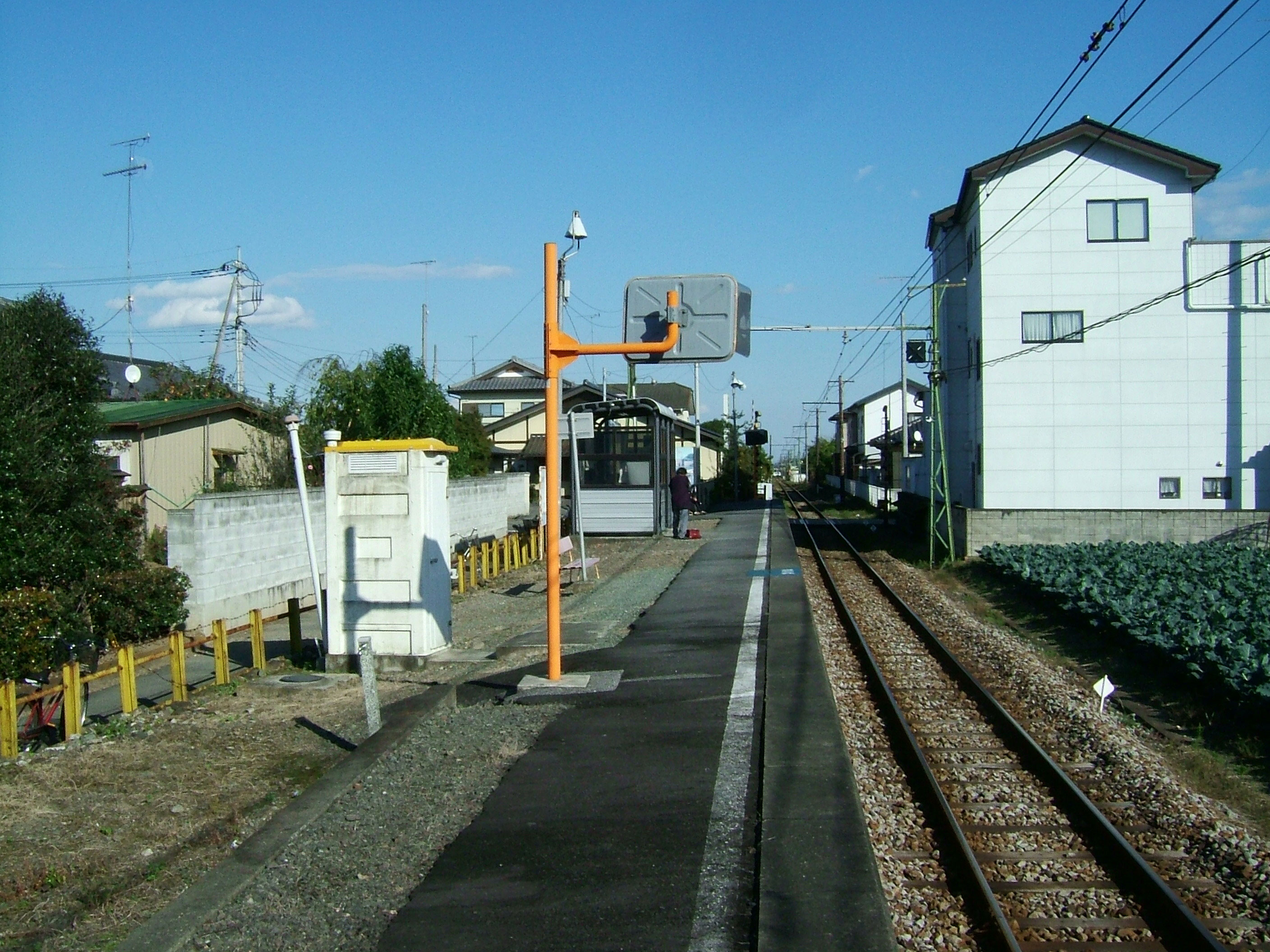
月台（2008年10月）

神農原站（日语：／ Kanohara eki */?）是位於群馬縣富岡市神農原647番2號，上信電鐵的上信線車站。

## 歷史
- 1897年（明治30年）7月2日：車站啟用[1]

## 車站構造
此站是地面車站，設有1面1線的單式月台。本站曾是有人車站，現時為無人車站。

## 使用狀況
在2019年度1日平均乘車人次為82人。
| 年度 | 1日平均 乘車人次 |
| ---- | ---------------- |
| 2007 | 112              |
| 2008 | 107              |
| 2009 | 105              |
| 2010 | 100              |
| 2011 | 99               |
| 2012 | 92               |
| 2013 | 87               |
| 2014 | 98               |
| 2015 | 91               |
| 2016 | 90               |
| 2017 | 88               |
| 2018 | 84               |
| 2019 | 82               |

## 車站周邊

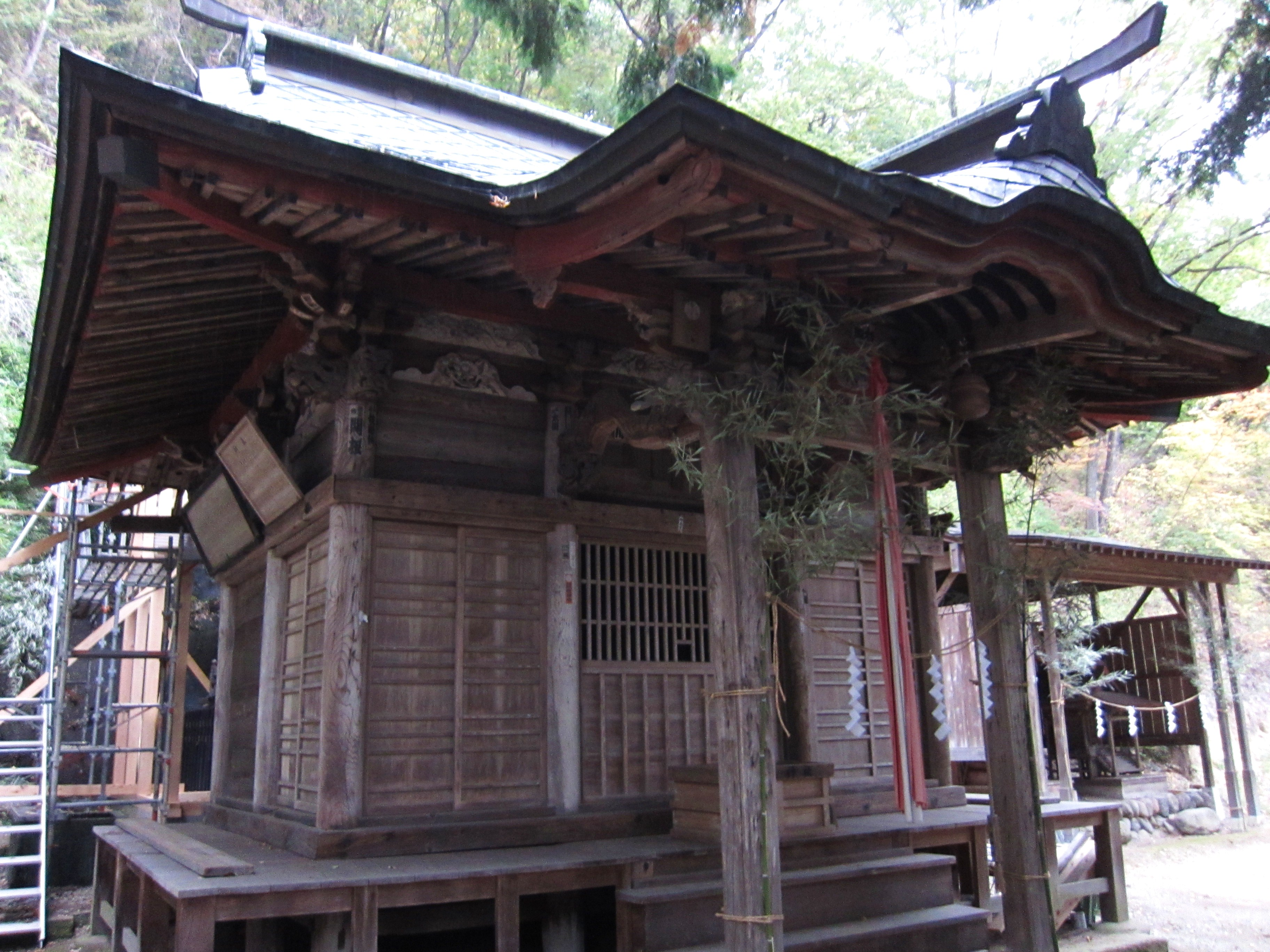
宇藝神社

- 國道254號
- 冨士神社
- 富岡市供水發祥之地紀念碑
- 鏑川（日语：鏑川）
- 創價學會富岡會館
- 西毛醫院
- 宇藝神社（日语：宇芸神社）
- 舊茂木家住宅
- 富岡市立西中學
- 神成山

- 宇藝神社

## 相鄰車站
上信電鐵
上信線
上州一之宮－神農原－南蛇井

## 注腳
1. ↑  官報では1910年12月25日「私設鉄道簡易停車場設置」『官報』1911年1月17日（國立國會圖書館數碼化資料）
2. ↑  富岡市統計書

## 外部連結
- 神農原 | 上信電鐵株式會社 （页面存档备份，存于）（日語）